# Backport
Il backporting, in informatica, è un termine della lingua inglese che indica l'azione di prendere una certa modifica software (patch) e applicarla ad una versione del software precedente a quella per cui è stata introdotta la modifica. È parte del processo di manutenzione nel processo di programmazione.

## Procedimento
Il processo di backporting può essere grossolanamente diviso in questi passi:
- identificazione del problema nella vecchia versione del software che necessita di essere corretto da un backport;
- trovare quale (normalmente recente) modifica del codice risolve il problema;
- adattare la modifica al vecchio codice (il backporting propriamente detto).

Normalmente, se le modifiche sono molte, queste vengono raggruppare in una patch che passa attraverso uno o più controlli di qualità.
Le modifiche che riguardano un singolo aspetto del software possono essere semplici (solo poche linee di codice sono state cambiate) mentre quelle che riguardano diversi aspetti pesanti e invasive (molte modifiche in molteplici file).

In quest'ultimo caso il backporting è spesso noioso e inefficiente e dovrebbe essere solo fatto se la vecchia versione del software è veramente necessaria e non può essere sostituita con una più recente (quando, per esempio, la versione più recente soffre di problemi di stabilità che ne impediscono l'uso in situazioni mission-critical).

## Esempio
La più semplice e comune situazione di backporting è la correzione di un bug di sicurezza in una versione software più recente che viene applicata anche alle versioni più vecchie.
Si consideri il seguente esempio semplificato:
- Il Software v2.0 ha una vulnerabilità che viene corretta (fixed) cambiando il testo da 'is_insecure' a 'is_secure'.
- Lo stesso bug di sicurezza esiste nel Software v1.0, dal cui codice è stata derivata la nuova versione, nel quale il testo viene chiamato 'is_notsecure'.

Prendendo la modifica che corregge il Software v2.0 e cambiandola così che si applichi al Software v1.0, si è effettuato efficacemente un backport.

## Softwareclosed sourceeopen source
I backport possono essere prodotti dal gruppo che ha sviluppato il software. Dal momento che il backporting necessita dell'accesso al sorgente del software, questa è l'unica situazione in cui accade il backporting del software closed source, i backport saranno normalmente incorporati  negli aggiornamenti delle vecchie versioni del software.
Con il software open source, i  backport sono alle volte creati dai distributori del software e quindi resi pubblici (o, è la stessa cosa, inviati agli sviluppatori del software).